# Open international de baseball de Rouen
L'Open international de baseball de Rouen est une compétition internationale de baseball créée par le Rouen Baseball 76 en 2009. Elle se déroule chaque année au Terrain Pierre Rolland à Rouen (Seine-Maritime). 
En 2010, la compétition est remportée par l'Équipe de France senior. C'était son tournoi préparatif pour le Championnat d'Europe 2010. Au palmarès, elle succède aux allemands de Gauting.

## Histoire
L'Open est une compétition organisée en France regroupant des sélections nationales, des sélections insolites ou encore des clubs. Elle sert, en outre, de tournoi préparatif aux Équipes de France senior et junior.
Crée en 2009 par le Rouen Baseball 76, le club fort du baseball français des années 2000, l'Open a pour vocation d'augmenter la notoriété du baseball en France, le volume de jeu des joueurs des Équipes de France, ainsi que d'amener des clubs et sélections étrangères à pratiquer le baseball sur le territoire français.
Pour la 1re édition, 7 équipes participent, parmi lesquelles les équipes nationales française et belge, ainsi que des sélections des États-Unis et du Québec. C'est le club de première division allemande de Gauting qui s'impose devant les USA Athletics. Ce premier Open est un succès.
En 2010 et pour la deuxième édition, seules trois équipes prennent part à la compétition: les équipes de France senior, junior et une sélection venant de Saint-Martin. L'Équipe de France senior remporte l'Open, qui constitue son tournoi préparatif au Championnat d'Europe 2010 qu'elle termine en 6e position. L'équipe de France junior elle, participe dans la foulée au Championnat du monde junior au Canada, signant la première victoire d'une équipe nationale française junior en compétition mondiale en battant la République tchèque pour la 11e place.

## Formule
Elle varie en fonction du nombre de participants. En 2009, la compétition se déroule en deux temps, une phase de poules et une phase finale. En 2010 et en raison d'une faible participation, il n'y a qu'une phase de poule.

## Palmarès
| Année        | Participants | Vainqueur                           | Finaliste                              |
| ------------ | ------------ | ----------------------------------- | -------------------------------------- |
| 2009 Détails | 7            | Gauting Indians Allemagne - Gauting | USA Athletics International États-Unis |
| 2010 Détails | 3            | Équipe de France senior France      | Sélection All-Stars Élite France       |